# عبد الله دوشي
عبد الله دوشي (28 أكتوبر 1993)، هو لاعب كرة قدم سعودي.
كانت بداياته مع نادي حطين و في عام 2015 وقع مع الفتح و أعاره الفتح إلى نادي الوطني في عام 2017 و وقع بعدها مع نادي القلعة و عاد إلى نادي حطين في عام 2018 .

## روابط خارجية
- عبد الله دوشي على موقع Soccerway.com (الإنجليزية)